# توماس بون فرازير
توماس بون فرازير (بالإنجليزية: Thomas Boone Fraser)‏ هو قاضي أمريكي، ولد في 21 يونيو 1860، وتوفي في 21 مايو 1925.